# Tamara Konstantinova
Pour les articles homonymes, voir Konstantinov.
Tamara Fiodorovna Konstantinova (1919-1999) est une pilote des Forces aériennes soviétiques pendant la Seconde Guerre mondiale. Le 29 juin 1945, elle reçoit le titre d'Héroïne de l'Union soviétique. Son frère, Vladimir Konstantinov, est aussi un Héros de l'Union soviétique.

## Enfance et éducation
Konstantinova est née le 7 novembre 1919 dans une famille de paysans russes de l'oblast de Tver en République socialiste fédérative soviétique de Russie. Son père est un forgeron et sa mère est institutrice. Après avoir obtenu son diplôme de l'école secondaire, elle s'inscrit à l'école de pilotage et en 1940, est diplômée comme instructrice de vol et donne des cours à l'aéroclub de Tver.

## Seconde Guerre mondiale
Après avoir terminé ses études en soins infirmiers, Konstantinova rejoint l'Armée rouge en mars 1943 et est affectée à une unité d'aviation en tant que médecin. En raison de son expérience antérieure en aéroclub, elle envoie des lettres à ses supérieurs pour demander sa réaffectation en tant que pilote. En mars 1944, elle a été affectée au 386e régiment de bombardiers légers comme le pilote d'un Po-2. Plus tard, elle est transférée au 566e régiment d'aviation d'attaque (999e régiment d'attaque au Sol, 277e division d'aviation d'assaut, 1re armée aérienne, troisième front biélorusse) comme navigatrice d'un escadron dans un Ilyushin Il-2. Elle fait un total de 66 missions de combat de jour pour attaquer les forces ennemies et les infrastructures, 40 au-dessus de la Prusse Orientale endommageant 25 mortiers et 18 canons antiaériens, après lesquelles elle est proposée pour le titre d'Héroïne de l'Union soviétique. Elle reçoit ce titre, avec un Ordre de Lénine ainsi que les deux Ordres du Drapeau rouge et l'Ordre de l'Étoile rouge,.

## Après-guerre
Après la guerre, Konstantinova devient réserviste mais finit par prendre sa retraite militaire peu après. Elle travaille dans le service des affaires sociales du Comité Exécutif de l'Oblast de Voronej et devient membre du Parti Communiste en 1949. Elle meurt le 28 juillet 1999 à l'âge de 79 ans et est enterrée dans le cimetière Kominternovskoïe.